# Coppenrath Verlag

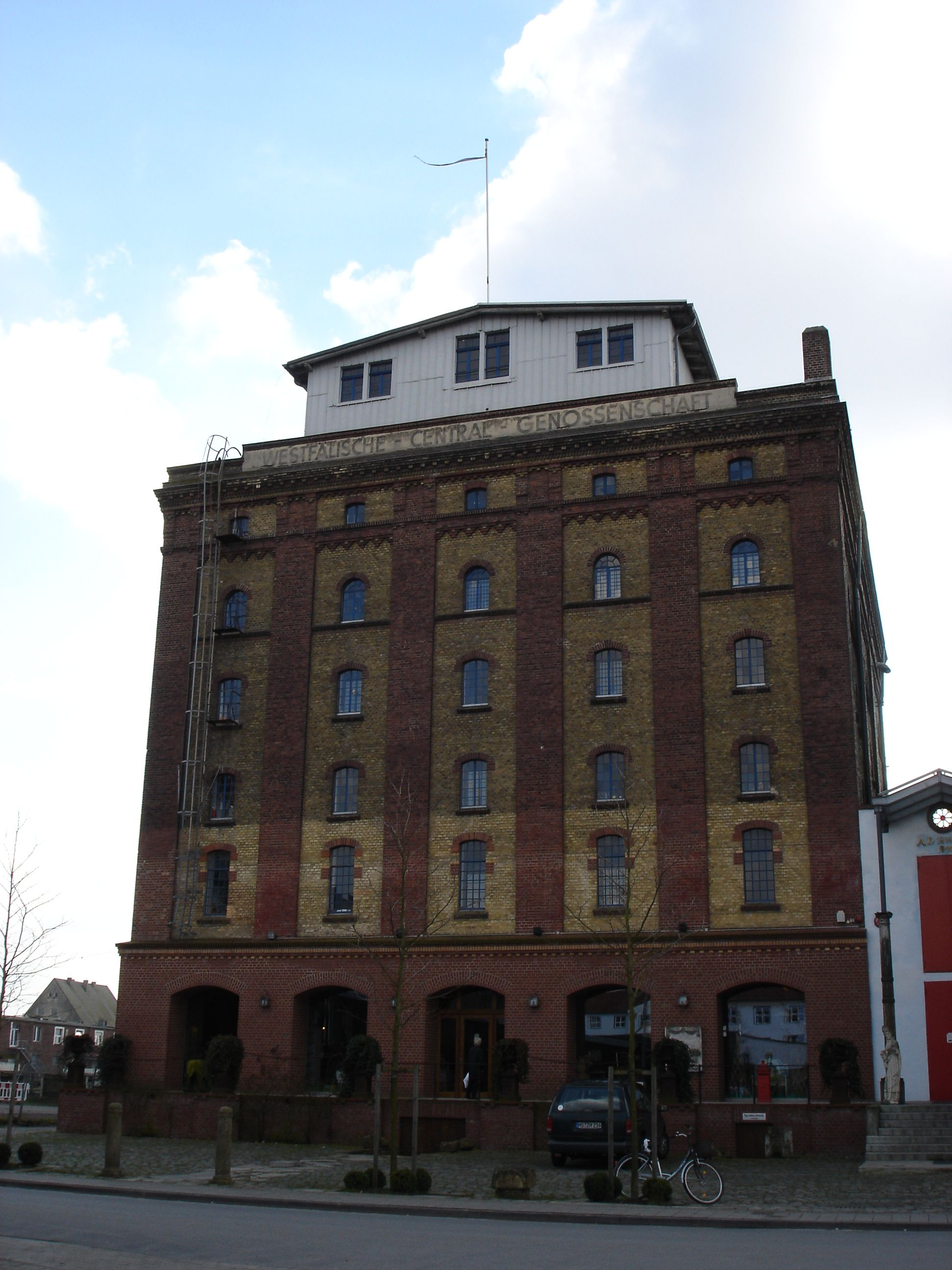
Der Sitz des Verlages in einem ehemaligen Kornspeicher aus dem Jahre 1899 am Kreativkai in Münster.

Der Coppenrath Verlag GmbH & Co KG ist ein Verlag mit Sitz im westfälischen Münster. Der Coppenrath Verlag vertreibt hauptsächlich Kinder- und Jugendliteratur und eine Vielzahl an Nicht-Buch- und Vermarktungsartikeln. Bekannt wurde Coppenrath mit der Kinderbuch-Serie Felix von Annette Langen sowie mit Prinzessin Lillifee von Monika Finsterbusch. Auch mit Rolf Zuckowski gab es ab 2001 eine Zusammenarbeit.

## Geschichte
Der Verlag wurde 1768 durch die Übernahme der Perrenonschen Hofbuchhandlung durch Joseph Heinrich Coppenrath in Münster gegründet. Bis 1977 blieb das Unternehmen im Besitz der Familie Coppenrath und wurde durch Wolfgang Hölker übernommen.
Der Coppenrath Verlag verlegte seinen Sitz mit fast 180 Mitarbeitern ins 9 Millionen teure Gebäude Speicher 3 an den Kreativkai des Hafens von Münster.

## Gliederung
Die Verlagsgruppe gliedert sich in vier Unternehmensbereiche.

### Coppenrath Verlag
Der Coppenrath Verlag ist vor allem als wissenschaftlicher Verlag, aber auch durch seine Kinderbücher bekannt, darunter auch die Lino-Bücher. Diese sind eine Serie von Lese- und Vorlesebüchern für Kinder. Die Buchserie startete 2001 mit Märchenbüchern. Das erste Buch war zu dem italienischen Märchen Pinocchio. Bislang erschienen 41 Bücher in der Reihe. Die Seiten der Bücher sind quadratisch und haben das Format von 12 × 12 cm.

### Die Spiegelburg
Insbesondere Kinderspiele werden unter dem 1992 etablierten Markennamen Die Spiegelburg vertrieben. Einige Spiele wurden für das Kinderspiel des Jahres nominiert oder befinden sich auf der Empfehlungsliste zum Kinderspiel des Jahres:
- Mit Felix um die Welt von Kai Haferkamp ist auf der Empfehlungsliste zum Kinderspiel des Jahres 2006.
- Capt’n Sharky – Abenteuer auf der Schatzinsel von Kai Haferkamp ist für das Kinderspiel des Jahres 2008 nominiert.
- Die Lieben Sieben – Ab auf die Wippe! von Anja Dreier-Brückner ist auf der Empfehlungsliste zum Kinderspiel des Jahres 2010.

### Hölker Verlag
Über den 1972 gegründeten Hölker Verlag werden regionale Kochbücher, aber auch moderne Bücher über Essen vertrieben.

### Bohem Verlag
Über den 1973 gegründeten Bohem Verlag werden poetische Bilderbücher vertrieben.